# Mateusz Kijowski
Mateusz Kijowski (ur. 12 grudnia 1968 w Warszawie) – polski informatyk, publicysta, działacz społeczny i bloger, w latach 2015–2017 przewodniczący Komitetu Obrony Demokracji.

## Życiorys

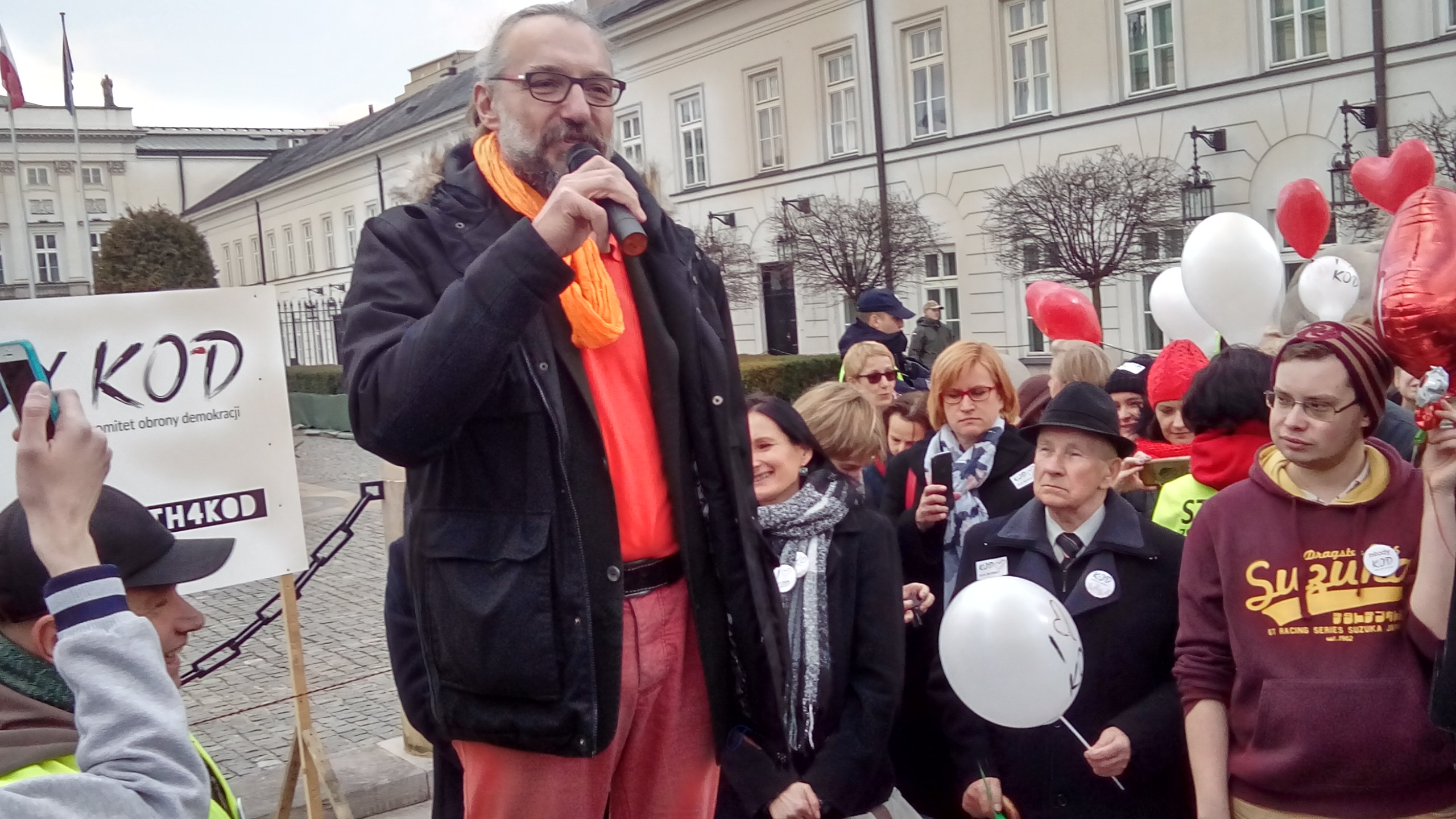
Mateusz Kijowski w 2016.

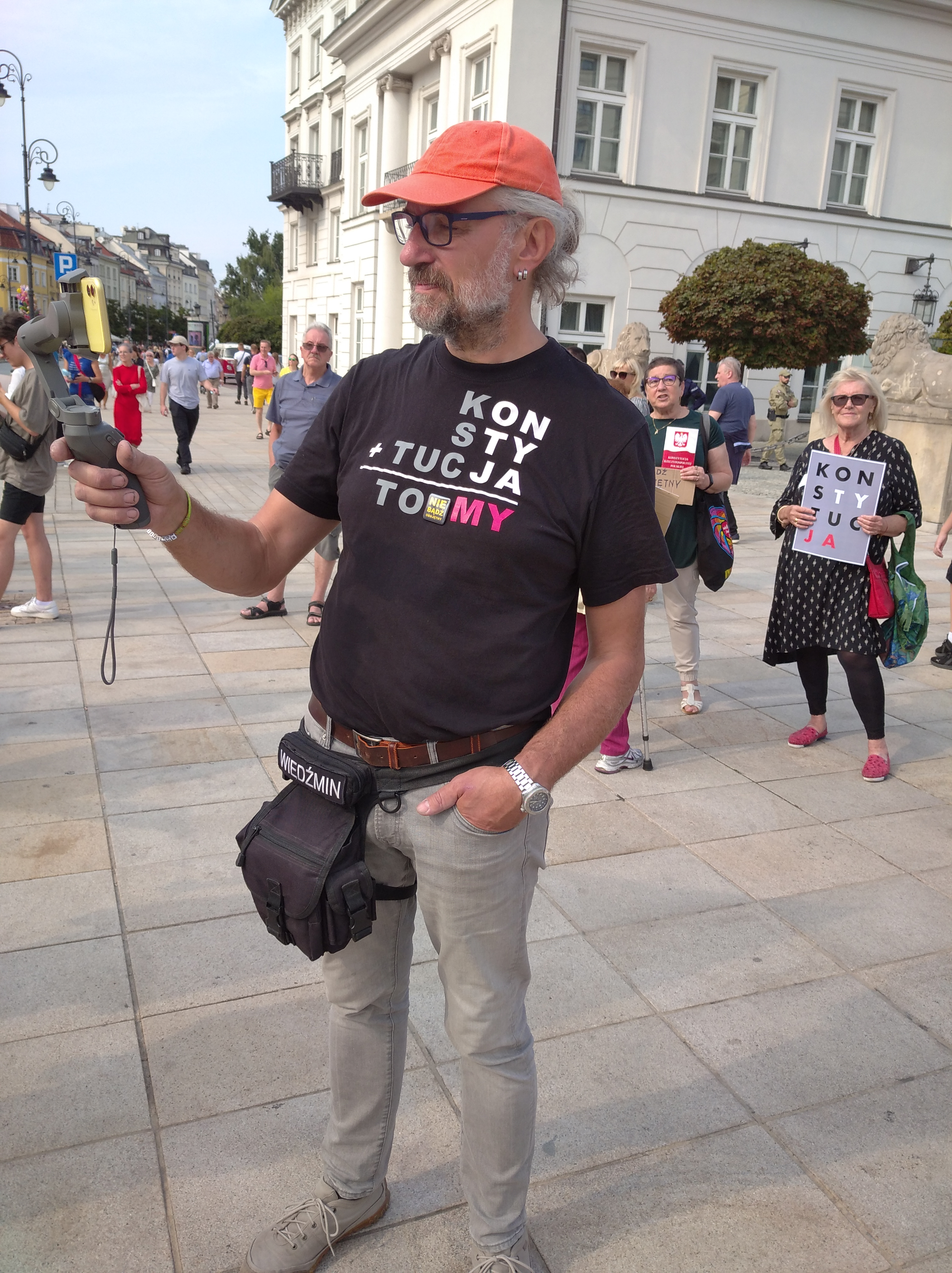
Mateusz Kijowski w 2021.

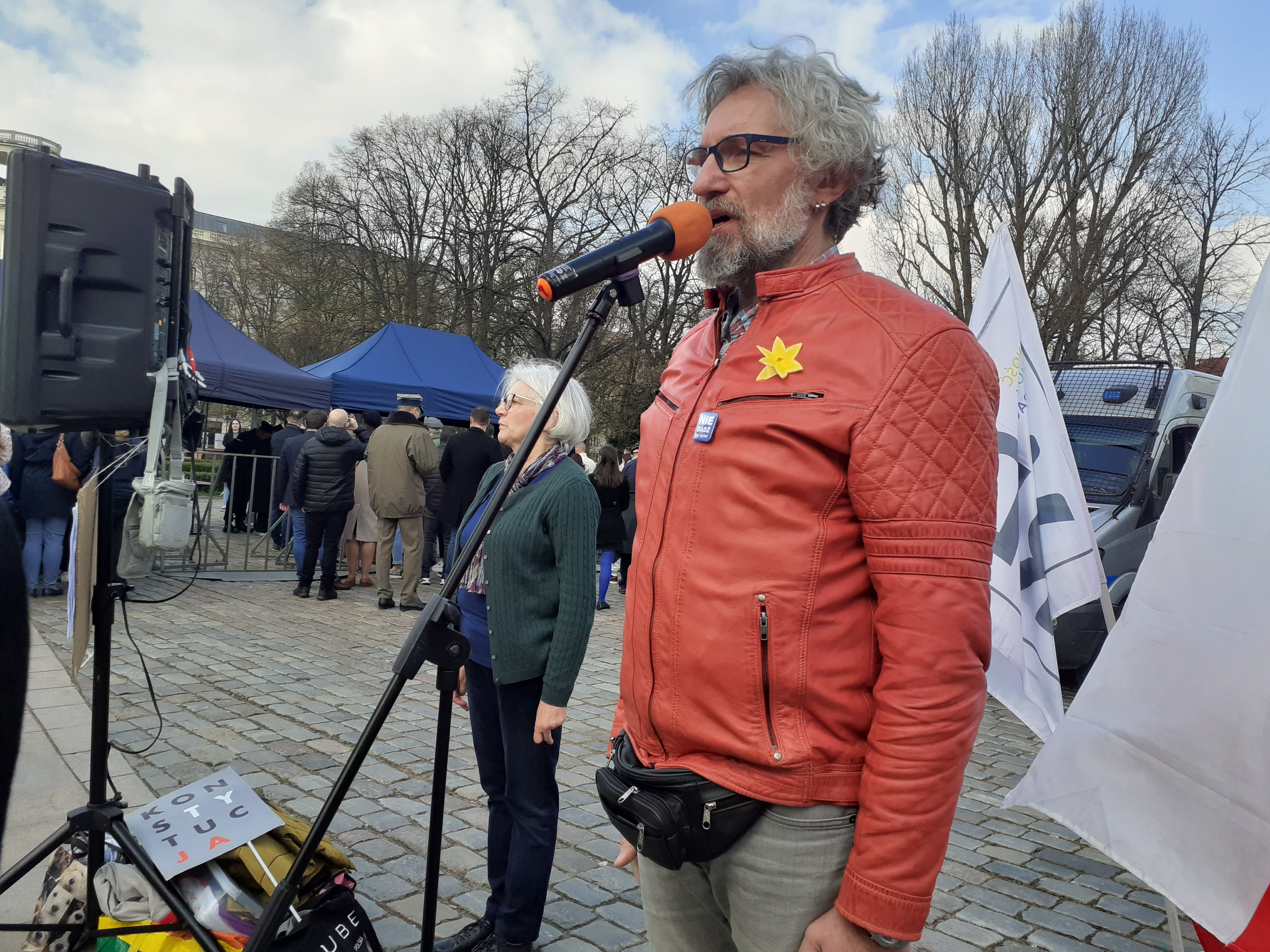
Mateusz Kijowski w 2023.

Studiował matematykę na Uniwersytecie Warszawskim, zmienił uczelnię na Instytut Studiów nad Rodziną przy Akademii Teologii Katolickiej w Warszawie, po roku przeniósł się na dziennikarstwo. Porzucił studia, by podjąć pracę w przedsiębiorstwie krawieckim, gdzie projektował śpiwory i kurtki puchowe. W 1991 rozpoczął pracę w dziale informatycznym „Gazety Wyborczej”. Z końcem 1993 podjął pracę w Centrum Edukacji Komputerowej, gdzie szkolił administratorów sieci. W 2000 ukończył studia w Wyższej Szkole Zarządzania Polish Open University na kierunku zarządzanie informacją w biznesie, pisząc pracę dyplomową o analizie technicznej kursów giełdowych. W początkach XXI wieku pracował na stanowisku dyrektora w PZU, po utracie tej pracy, przez pewien czas bezrobotny, został wraz z żoną udziałowcem prywatnej spółki z o.o.
Pierwsze kroki jako aktywista stawiał w organizacji turystycznej działającej przy lokalnej parafii. W 1990 był wolontariuszem Ruchu Obywatelskiego Akcji Demokratycznej (ROAD), jednak szybko zrezygnował z działalności politycznej na rzecz społecznej. Działał w ruchu ojcowskim, współorganizował kampanię stopstopnop polemizującą z przeciwnikami obowiązkowych szczepień dzieci. Był współzałożycielem stowarzyszenia „Stop gwałtom”.
19 listopada 2015 założył na portalu społecznościowym Facebook grupę o nazwie Komitet Obrony Demokracji, po trzech dniach w grupie znajdowało się trzydzieści tysięcy uczestników. 2 grudnia 2015 w Warszawie odbyło się spotkanie założycielskie Stowarzyszenia Komitet Obrony Demokracji. Uchwalony został statut i powołano tymczasowy zarząd, w skład którego wszedł Kijowski. Podczas procesu zakładania Stowarzyszenia pojawiły się pod adresem Kijowskiego pogróżki, policja udzieliła mu ochrony. Przewodził zorganizowanej 3 grudnia 2015 przez KOD pikiecie popierającej Trybunał Konstytucyjny oraz marszowi KOD w Warszawie 12 grudnia 2015.
4 stycznia 2017 w serwisie Onet.pl ukazał się artykuł Janusza Schwertnera i Andrzeja Gajcego Jak Mateusz Kijowski wystawiał faktury KOD-owi, w którym ujawnili, że ponad 90 tysięcy złotych, będące częścią pieniędzy ze zbiórek publicznych na Komitet Obrony Demokracji, trafiło na konto firmy Kijowskiego i jego żony w wyniku wystawionych przez nich faktur za świadczenie usług informatycznych.
17 stycznia 2017 Zarząd Stowarzyszenia KOD podjął uchwałę, w której wezwał Mateusza Kijowskiego do ustąpienia z funkcji szefa stowarzyszenia. Pomimo tego apelu i negatywnej kampanii wyborczej pod jego adresem, 28 stycznia 2017 został wybrany przewodniczącym Regionu Mazowsze KOD. Kandydował na szefa KOD, po czym 27 maja 2017, czyli w dniu wyborów wycofał swoją kandydaturę, a przewodniczącym KOD został wybrany Krzysztof Łoziński. Zjazd przyjął sprawozdanie Głównej Komisji Rewizyjnej, kierującej do Głównego Sądu Koleżeńskiego sprawę faktur Kijowskiego.
26 lipca 2017 Mateusz Kijowski, podobnie jak inni członkowie Zarządu Regionu Mazowsze Stowarzyszenia Komitet Obrony Demokracji, złożył rezygnację z pełnionych funkcji i wystąpił ze Stowarzyszenia. W 2018 zaangażował się w działalność Stowarzyszenia Wolność Równość Demokracja. Następnie zaczął pracować jako fryzjer. Obecnie pracuje jako taksówkarz i nie angażuje się medialnie.

### Życie prywatne
Jest wnukiem Józefa Kijowskiego, synem Jerzego Kijowskiego i bratankiem Janusza Kijowskiego. Jest ojcem czworga dzieci; trojga z pierwszą i jednego z drugą żoną. 
20 lutego 2017 prokuratura wszczęła postępowanie karne z tytułu „uporczywego uchylania się od płacenia alimentów” przez Kijowskiego. 27 czerwca śledztwo zostało umorzone z powodu braku znamion przestępstwa.
10 lipca 2023 Sąd Rejonowy w Pruszkowie uznał go winnym poświadczenia nieprawdy w 7 fakturach i skazał go na  1 rok pozbawienia wolności, w zawieszeniu na 3 lata oraz grzywnę.
11 czerwca 2024 Sąd Okręgowy w Warszawie wydał prawomocny wyrok, łagodząc wyrok z I instancji. Mateusz Kijowski został ostatecznie skazany na 8 miesięcy pozbawienia wolności, w zawieszeniu na 2 lata.